# Gargoyle
Gargoyle（ガーゴイル）は、日本のスラッシュメタルバンド。
1987年7月にボーカルKIBAを中心に結成。数回のメンバーチェンジを経て1988年11月より本格的に活動を始める。1993年4月に日本コロムビアよりメジャーデビューし、オリジナルアルバム3枚 (天論、月の棘、natural)　およびベストアルバム2枚 (異人伝、borderless) を発表。1996年より再びインディーズへ活動の場を移し、2017年に結成30周年を迎えた。2018年9月6日のライブ「美しき時代」を以てTOSHI、KENTARO、KATSUJIの3人が脱退。2019年1月よりKIBAによるUNDER GARGOYLE (＝ガーゴイル未満) が始動。2021年7月の結成34周年を機に再びGargoyle名義で活動開始。

## メンバー
- Vocal：KIBA（1965年10月20日 - ）神戸市出身 / 夷狄

### 旧メンバー
1987～1988
- Guitar：Real JACK
- Guitar：与太郎
- Bass：TOSHI
- Drums：NOT
- Drums：身裂鬼

1988～1993
- Guitar：屍忌蛇  (1966年6月4日 - ) / VOLCANO
- Bass：TOSHI
- Drums：KATSUJI

1993～2001
- Guitar：KENTARO
- Guitar：与太郎
- Bass：TOSHI
- Drums：KATSUJI

2001～2018
- Guitar：KENTARO（1972年6月10日 - ）大阪市出身 / DAIDA LAIDA / HARUKA / LIV MOON / UNCHAINED / X-RAY featuring KENTARO / ねばーるず
- Bass：TOSHI（1965年9月6日 - ）神戸市出身 / タケバン
- Drums：KATSUJI（1971年9月11日 - ）大阪市出身 / ザ・クロマニヨンズ

### UNDER GARGOYLE参加メンバー
KIBAをボーカルに、他は様々なメンバーでGargoyleの楽曲を演奏し、ライヴをするセッションバンド。2019年1月から月に1度土曜日に高田馬場 club PHASEで公演予定。
これに先立ち同会場での2018-19カウントダウンイベントで、underland 00と題して初ライブを行った。4月30日には大阪公演が予定されている。
- Guitar：KOUSUKE、HISASHI（AMANE）
- Bass：SHINGO☆、長野典二、Jun
- Drums：末房央、K、LEON、YAMATO、たけち

## 概要
ヴィジュアル系バンドの先駆的存在、また日本のハード・シーンにおける第一人者とも言われ、特異なヴィジュアルに留まらない叩き上げの実力派として名高い。四半世紀以上のキャリアを誇る「ライブハウスの帝王」である。なお、インディーズ時代には数回に渡る渋谷公会堂ワンマンライヴをソールドアウトし、メジャーデビュー前の1992年には雑誌「ロッキンf」の"LEADERS POLE 1991"という企画でインディーズバンド部門の第一位を獲得している（2位はLUNA SEA、3位はCOLORだった）。作詞は、アルバム｢誑 たぶらかし｣に収録されている｢NO ENTRY｣と｢只一筋に往く｣の２曲をTOSHIが担当した以外、全てKIBAが行っている。

## 来歴

### 1987年 - 1991年
1987年
- 7月 大阪で結成される。

1988年
- 11月 数回のメンバーチェンジを経て本格的な活動開始。(KIBA、TOSHI、屍忌蛇、KATSUJI)

1989年
- 10月 1stアルバム『禊 (みそぎ)』発売。

1990年
- 11月 2ndアルバム『檄 (ふれぶみ)』発売

1991年
- 4月 3rdアルバム『璞 (あらたま)』発売（禊〜檄〜璞の三部作）

### 1993年 - 1996年
1993年
- 4月 日本コロムビアよりVIDEO「タントラ・マントラ」でメジャーデビュー。
- 5月 4thアルバム『天論(てんろん)』発売。その後、Gu.屍忌蛇脱退に伴いKENTAROと与太郎が加入(与太郎は再加入)。
- 11月 ロンドン（マーキー）で日本人BAND初のヘッドライナーとしてライヴを行う。

1994年
- 2月 5thアルバム『月の棘 (つきのとげ)』発売。

1995年
- 3月 6thアルバム『natural (ナチュラル)』発売。
- 5月 インディーズ時代の貴重な音源を集めたCD4枚組BOX『異人伝 (いじんでん)』発売。（予約のみで完売）

1996年
- 6月 メジャーデビュー後の集大成となるベスト盤『borderless (ボーダレス)』発売。その後、日本コロムビアを離れインディーズヘ。
- 12月 メンバー自ら撮影、及び編集作業迄の全てを手掛けたVIDEO「絶滅種 (ぜつめつしゅ)」を発売。

### 1997年 - 2000年
1997年
- 7月 10周年記念ワンマンツアー「回天 (かいてん)」スタート。会場限定でシングルCD「SATORI (さとり)」発売。

1998年
- 2月 7曲入りミニアルバム『巡礼印 (じゅんれいいん)』発売。
- 7月 7thアルバム『我意在 (がいあ)』発売。
- 12月 Gargoyleの11年の歴史における全ての楽曲(全93曲)を一夜で演奏するワンマンオールナイトライヴ「終わりのはじまり'98全曲制覇」を神戸チキンジヨージにて決行。その後、このLIVEの模様をノーカットで収録した全6巻VIDEO（セット購入のみメイキング1巻付）「終わりのはじまり」発売＆完売

2000年
- 4月 前年の全国TOUR「pre-tournament21」の全21公演から1曲ずつを収録した、Gargoyle初のライヴアルバム『封印〜Who in?〜 (ふういん)』発売。
- 11月 cali≠gariとのコンセプトLIVE「帝王切開2000」開催。
- 12月 8thアルバム『future drug (フューチャードラッグ)/店頭盤』発売。このアルバムは「未来薬(みらいやく)」ツアーの会場限定で収録曲の異なる『future drug/会場盤』も発売された。

### 2001年 - 2010年
2001年
- 5月 全国TOUR「未来薬 (みらいやく)」のファイナル公演として、完全セルフプロデュースによる日本青年館公演「未来劇薬 (みらいげきやく)」を成功させる。
- 同月 マネージメントオフィス＆レーベル「first cell (ファースト・セル)」設立。
- 同月 「future drug」店頭盤と会場盤を合わせたうえにライヴでのみ演奏されていた楽曲「future drug」と「ZIPANG/オリジナル・バージョン」を新たに加えた全14曲入り『future drug/完全版』発売。
- 7月 ON AIR EASTのワンマンライヴ「鬼神覚醒 (きじんかくせい)」において先述の「未来劇薬」を完全収録したVIDEO「鬼神〜実録"未来劇薬"〜」発売。
- 同月 ワンマンツアー「鬼神再生 (きじんさいせい)」スタート。その後、「future drug」に続くnew albumの制作準備中、Gu.与太郎が脱退表明。
- 10月 残りの4人のメンバーでnew albumのレコーディング開始。
- 11月 Gu.与太郎正式脱退。
- 12月 自ら企画、主催したオールナイトLlVE「細胞分裂〜second impression〜」のステージにおいて新生Gargoyle初ステージ。

2002年
- 4月 9thアルバム『倭 (わ)]』発売。
- 同月 オフィシャルHP「零細胞」発足。
- 5月 ワンマンツアー「倭ノ刻印 (わのこくいん)」スタート。
- 7月 「倭ノ刻印 (わのこくいん)」ツアーファイナルと同時に、結成15周年記念LIVEを渋谷ON AIR WESTにて行う。
- 10月 約5年振りにGargoyleの別バンド“Battle Gargyle(バトルガーゴイル)"を復活＆初のオリジナルアルバム『武神 (ぶしん)』発売。
- 同月 全国10ケ所のTOUR「天下一武闘会2002」開催。
  - Battle GargoyleとはGargoyleのメンバーが全身レザーの過激な衣装に身をつつみ、激しくそして速い曲のみで構成したLIVEを行うコンセプトBANDの事。そのLIVEはMC及びアンコール等も一切無く、ただひたすらに自虐的とも言える構成と過激さだった。
- 12月 恵比寿ギルティーにおいて「きわもの歌合戦」と題したオールナイトライヴを企画、主催。

2003年
- 2月 Battle Gargoyleでの昨年のTOUR「天下一武闘会2002」の模様を収録したVIDEO「襲撃するは我にあり」発売。
- 7月 ワンマンツアー「爆弾中毒」スタート。(全14公演)
- 10月 10thアルバム『獣道 (けものみち)』発売。
- 11月 ワンマンツアー「さらばかつての獣達よ」スタート。(全27公演)
- 12月 高田馬場PHASEにおいてオールナイトライヴ「きわもの歌合戦」を企画、主催。

2004年
- 7月 Gargoyle17年の歴史的映像作品（7タイトル+3クリップ+トーク集/撮り下ろし含む）を網羅した10枚組DVD-BOX「天地日月 (てんちにちげつ)-我在護意留全集1987～2004-」を発売。
- 同月 ワンマンツアー「天地日月」スタート。(追加公演含む全16公演)
- 12月 高田馬場PHASEにおいてnon-stop one-man allnight live!「終わりなきはじまり」を決行。(全81曲演奏)

2005年
- 8月 11thアルバム『龍風 (ろんぷう)』＆新録ベストアルバム"G-manual"シリーズ第1弾『G-manual I (ジーマニュアル ワン)』発売。
- 同月 ワンマンツアー「龍風列島」スタート。(全18公演)
- 12月 神戸チキンジョージにおいてオールナイトライヴ「Gargoyleと愉快な仲間達〜CHICKEN GEORGE Special Last Night〜」を企画、主催。

2006年
- 4月 新録ベストアルバム"G-manual"シリーズ第2弾『G-manual II (ジーマニュアル ツー)』発売。
- 7月 Gargoyle＆SHAMEスプリットCD「SPLIT OUR SPIRIT」発売。
- 同月 SHAMEとのカップリングTOUR「狂い咲きサンターロード」スタート。(全11公演)
- 12月 高田馬場PHASEにおいてオールナイトライヴ「ライヴ・ア・ラ・モード」を企画、主催。

2007年
- 1月 Shibuya O-Westにおいてワンマンライブ「カウントダウン20th!!」開催。
- 3月 大阪ESAKA MUSEにおいてワンマンライヴ「グランドカウントダウン20th!!」開催。
- 5月 新録ベストアルバム"G-manual"シリーズ第3弾『G-manual III (ジーマニュアル スリー)』発売。
- 同月 大阪 ESAKA MUSE、高田馬場CLUB PHASEにおいてワンマンライブ「ファイナルカウントダウン 20th!!」開催。
- 7月 12thアルバム『刃 (やいば)』発売。
- 同月 横浜BLITZにおいてガーゴイル20周年記念ワンマンライブ 「虹遊」開催。
- 同月 ワンマンツアー「刃フルスロットル」スタート。(全20公演)
- 12月 高田馬場PHASEにおいてオールナイトライヴ「ライヴ・ア・ラ・モード」を企画、主催。

2008年
- 3月 Gargoyleトリビュートアルバム発売記念ツアー「狂い咲きサンダーストーム」スタート。
- 5月 バトルガーゴイル東名阪ツアー『Super Battle Gargoyle』開催。
- 同月 Gargoyleトリビュートアルバム『ガーゴイズム』[4]、バトルガーゴイル『Super Battle Gargoyle』、20周年記念ライブ「虹遊」DVDを3週連続発売。
- 9月 犬神サーカス団、test-No.とのイベントツアー「黒帯ロッカーズ」スタート。(全8公演)
- 同月 バトルガーゴイルライブDVD『Super Battle Gargoyle』発売。
- 12月 高田馬場PHASEにおいてオールナイトライヴ「ライヴ・ア・ラ・モード」を企画、主催。

2009年
- 3月 Gargoyle通算1,000本目のライヴへ向けてのワンマンツアー「～Tour Road to 1,000～」スタート。（全14公演）
- 9月 13thアルバム『黒密典 (くろみってん)』発売。ワンマンツアー「密典カーニバル」スタート。（全15公演）
- 同月 クラブチッタ川崎にて1,000本記念ライヴ「1,000カーニバル 〜1,000〜」開催。
- 12月 高田馬場PHASEにおいてオールナイトライヴ「ライヴ・ア・ラ・モード」を企画、主催。

2010年
- 4月 ワンマンツアー「1ヶ月戦争」スタート。（全7公演）
- 6月 SEX MACHINEGUNSとのイベントツアー「日本ライブ王決定戦」スタート。（全7公演）
- 9月 犬神サーカス団、test-No.とのイベントツアー「黒帯ロッカーズ2010」スタート。（全15公演）
- 12月 高田馬場PHASEにおいてオールナイトライヴ「ライヴ・ア・ラ・モード」を企画、主催。

### 2011年 - 2020年
2011年
- 5月 14thアルバム『鬼書 (きしょ)』発売。ワンマンツアー「鬼の葬列」スタート。（全17公演）

2012年
- 7月 過去の楽曲を再構築＆リ・レコーディングしたGargoyle25周年記念アルバム『虹融合』発売。

2013年
- 4月 15thアルバム『奇獣 (きじゅう)』発売。ワンマンツアー「奇獣轟爆」スタート。（全13公演）
- 7月 26th Anniversary LIVE「忍獣ROCK戦隊 ガーゴレンジャー」開催。
- 11月 ワンマンライヴ「flerovium」〜「フユゴイル」開催。

2014年
- 1月 ワンマンツアー「春射る矢」スタート。（全16公演）
- 3月 新宿BLAZEにおいてバトルライブの祭典「Battle Of King Monsters 2014」を企画、主催。
- 6月 犬神サアカス團、test-No.とのイベントツアー「黒帯ロッカーズ 2014」スタート。（全3公演）
- 7月 27th Anniversary LIVE「完全に自由な何かを」開催。
- 8月 16thアルバム『解識 〜geshiki〜』発売。
- 9月 ワンマンツアー「解識之式」スタート。（全13公演）
- 11月 活動10,000日記念ライブ 9,999日【救世孔雀麒龍穹】/ 10,000日【萬願成就】 (全2公演)

2015年
- 2月 Gargoyle初の女性「女の中の女」 / 男性「男の中の男」限定LIVEを開催。
- 3月 UCHUSENTAI:NOIZ、Dear Loving、バックドロップシンデレラ、The Benjamin、電脳オヴラアト、21g、ADAPTER。とのイベントツアー「狂い咲きジャパロック」スタート。
- 7月 28th Anniversary LIVE「王蜂 -KING BEE-」開催。
- 8月 Gargoyle MV集「龍の銃が死の影を結ぶ」発売。
- 同月 ワンマンツアー「髑髏龍」スタート。 (全15公演)

2016年
- 7月 29th Anniversary LIVE「虹往く」開催。
- 8月 CHAIN the ROCK FES.2016 出演。
- 同月 17thアルバム『誑 〜taburakashi〜』発売。
- 9月 ワンマンツアー「混じり合う異なる血」スタート。 (追加公演含む全16公演)
- 10月 VISUAL JAPAN SUMMIT 2016 Powered by Rakuten 出演。
- 11月 犬神サアカス團、test-No.とのイベントツアー「黒帯ロッカーズ2016」スタート。（全3公演）

2017年
- 4月 countdown 30th LIVE「94の太陽」開催。
- 5月 イベントライブ「Golden Battle Week」開催。（5/3～7まで連日公演）
- 同月  THE SLUT BANKSとのイベントライブ「”1996 FIND MY WAY TOUR” 2017」開催（全2公演）
- 7月15日 30th Anniversary LIVE「太陽光線〜SUNRAY〜」開催。（ゲストギタリスト：屍忌蛇　シークレットゲスト：与太郎）
- 同月 Gargoyle 30周年を記念したリレコーディングした30曲＋SE集「Best 30 Years」発売。
- 9月 ワンマンツアー「Best 30 Years」スタート（全14公演）
- 10月上旬～11月下旬 Gargoyle結成30周年記念史書 発売。

2018年
- 5月2日～6日 8日間でBattle Gargoyleを含む楽曲すべてを演奏する「Beginning of the end」開催 (高田馬場CLUB PHASE)
- 6月1日～3日 8日間でBattle Gargoyleを含む楽曲すべてを演奏する「Beginning of the end」開催 (阿倍野ROCKTOWN)
- 7月16日 31th Anniversary LIVE「燦獣威血」開催。KENTARO・TOSHI・KATSUJIの脱退を発表。
- 9月6日 ～KENTARO・TOSHI・KATSUJI ラストライブ～「美しき時代」開催。

2019年
- 1月 KIBAによるUNDER GARGOYLE (＝ガーゴイル未満) 始動。
- 3月 ライブDVD「美しき時代」発売。
- 7月15日 32th Anniversary LIVE「underland FES. -Live not alone!-」開催。

2020年
- 7月23日 33th Anniversary LIVE「underland FES. -神も無為と-」開催予定←コロナウイルスの影響により中止
- 7月19日、7月22日、7月24日 無観客有料配信ライブ「33周年 3DAYS」開催 (高田馬場CLUB PHASE)
- 10月11日 UNDER GARGOYLEワンマン CLUB PHASE "underland 17" 「禊」全曲ライヴを開催。
- 12月6日 UNDER GARGOYLEワンマン CLUB PHASE "underland 20" に桐田勝治 (KATSUJI) が参加。

### 2021年 -
2021年
- 5月8日 UNDER GARGOYLEワンマン CLUB PHASE "underland 25" 「檄」全曲ライヴを開催予定。←緊急事態宣言により中止 (4/24)
- 7月22日 34th Anniversary LIVE「“I am Gargoyle”」day1 開催。サポート：KENTARO(Gt) [youtube]
- 8月7日  34th Anniversary LIVE「“I am Gargoyle”」day2 開催。サポート：桐田勝治 (KATSUJI) (Dr) [youtube]
- 9月10日 Gargoyle 無観客配信ライヴ “Re：『檄』” 「檄」全曲/2部 通常ライヴを開催。[youtube]
- 10月20日 KIBA Birthday Live「Go Rock!」開催。[youtube]
- 11月14日 ML.濱書房_有観客実験LIVE #02　「第二形態」開催。新曲「BOMBER BOY」発表。
- 12月12日 Gargoyle ワンマン「籠の中の鳥は空に恋をする」開催。

2022年
- 1月15日 Gargoyle ワンマン「Beginning of 35th year!」開催。[youtube]
- 2月27日 Gargoyle、ストレイドッグカンパニー 2マンライヴ 「二月の蕩ける獣」開催。
- 3月27日 Gargoyle、UCHUSENTAI:NOIZ、KING 3万ライヴ 「三月の朧な傷」開催。
- 4月17日 Gargoyle、Phantom Excaliver 2マンライヴ「四月の濡れた夢」開催。
- 5月4日 イベントライヴ「CRUSH OF MODE-GW☆FANTASIA-」参加。
- 6月1日 イベントライヴ「CHAIN THE ROCK FESTIVAL 2022」参加。
- 6月11日 Gargoyle、umbrella 2MAN 2DAYS「弥涼暮月」開催。新曲「オロチ」発表。
- 6月12日 Gargoyle、天照 2MAN 2DAYS「鳴神月」開催。
- 7月10日 Gargoyle 35th Anniversary LIVE「パライソ東京」 開催。サポート：TOSHI (Ba) [youtube]
- 8月11日 Gargoyle 35th Anniversary LIVE「パライソ大阪」 開催。
- 9月17日 Gargoyle BATTLE 2MIX-DAY1- (Gargoyle acoustic、夷狄) 開催。
- 9月18日 Gargoyle BATTLE 2MIX-DAY2- (Gargoyle、マツタケワークス) 開催。
- 9月19日 Gargoyle BATTLE 2MIX-DAY3- (Gargoyle、THE NOSTRADAMNZ) 開催。
- 10月9日 日本語スラッシュメタル限定GIG (MELT4、SEX MACHINEGUNS、Gargoyle、ONE'S TRUTH) 参加。
- 10月20日 KIBA Birthday Live「轟獣勢聞」開催。
- 12月4日 Music Lab.濱書房 Gargoyle、夷狄 LIVE「威風詩」開催。
- 12月11日 目黒鹿鳴館「残された力 vol.15」参加。
- 12月31日 高田馬場PHASEにおいてオールナイトライヴ「ライヴ・ア・ラ・モード -2022-」を企画、主催。

2023年
- 1月9日 Music Lab.濱書房 新年会LIVE「求道」開催。
- 1月27日 目黒LIVE STATION「NEWYEARDEATH2023」参加。
- 2月23日 Music Lab.濱書房 激突！爆音2MAN「Gargoyle vs. ザ・シンナーズ」開催。
- 3月10日 高田馬場 CLUB PHASE「THE1990’s B-Reunion〜再会〜#1」参加。
- 3月11日 高田馬場 CLUB PHASE「THE1990’s B-Reunion〜再会〜#2」参加。
- 4月1日 Gargoyle 3MAN LIVE「アングラ・パンドラ」開催。
- 4月29日 渋谷CYCLONE＆GARRET「渋谷メタル会フェス 2023」参加。
- 5月12日 Gargoyle 3MAN LIVE「狂い咲きの蕾」開催。
- 7月17日 Shibuya O-West Gargoyle 36th Anniversary LIVE「Maitreya」開催。
- 7月28日 高田馬場 CLUB PHASE「CRUSH OF MODE HYPER HOT SUMMER'23」参加。
- 8月31日 渋谷DESEO のろゐみこ主催「夏神楽」参加。
- 9月5日 高田馬場CLUB PHASE「CLUB PHASE pre 『Riding ground』」参加。
- 9月13日 CLUB CITTA'「CHAIN THE ROCK FESTIVAL 2023」参加。
- 10月11日 渋谷REX「ギャロ×OLD CIRCUS連動主催公演　何れ菖蒲か杜若～生まれついての道化者～」参加。
- 10月22日 Music Lab.濱書房 KIBA 58th Birthday Live「最後、血は自由」開催。
- 10月29日 GORILLA HALL OSAKA「JAPAN HEAVYMETAL FANTASY 2023 【BAHAMA STILLALIVE 1963-2023】」参加。
- 11月12日 新宿ANTIKNOCK「to the eden vol.40」参加。
- 12月2日 池袋EDGE「TOKYO YANKEES 35th Anniversary “RAISE HELL”」参加。
- 12月9日 Yogibo META VALLEY「Namba Culture Terminal 2023 -DEAD VALLEY Vol.1-」参加。
- 12月10日 LIVE HOUSE Rumio Gargoyle 2MANライブ「牙王」開催。
- 12月23日 赤羽ReNY alpha「Eins:Vier Presents “KATHARSIS 2023”」参加。
- 12月31日 SHIBUYA DESEO「出張ライヴ・ア・ラ・モード -2023-」参加。

2024年
- 1月8日 Spotify O-WEST「夢のGargoyle (No.1499)」開催。サポート：Gt.KENTARO / Ba.TOSHI / Dr.KATSUJI
- 1月13日 ESAKA MUSE「夢のGargoyle (No.1500)」開催。サポート：Gt.KENTARO / Ba.TOSHI / Dr.KATSUJI
- 2月24日 柏PALOOZA「LIGHTNING＆THUNDER 2024」参加。
- 3月5日 高田馬場CLUB PHASE 23周年 3MAN企画「t.K.G」参加。
- 4月28日 高田馬場CLUB PHASE「LIGHTNING＆THUNDER Re:」参加。
- 5月25～26日 Music Lab.濱書房「HEAVY BATTLE SHIPS -横濱2DAYS#1-【Speed Killer】/#2-【Metal Zone】」参加。
- 6月2日 柏PALOOZA「Monthly KING @ PALOOZA 〜ROUND3〜」参加。
- 6月30日 Music Lab.濱書房「HEAVY BATTLE SHIPS 【Greatest Rock】」参加。
- 7月14日 高田馬場CLUB PHASE Gargoyle 37th Anniversary「Three Seven -777-」開催。
- 8月11日 横浜 BAYSIS「CRUSH OF MODE -HYPER HOT SUMMER’24- 2STAGE CIRCUIT YOKOHAMA #2」参加。
- 8月31日 渋谷サイクロン「to the eden premium」参加。
- 10月12日 Club Asia PRESENCE presents 「西風一陣来」参加。
- 10月20日 Music Lab.濱書房 「KIBA 59th BIRTHDAY special 【Gargoyle vs. Gargoyle】」開催。
- 11月1日 神戸 CHICKEN GEORGE「SABER TIGER ELIMINATED TOUR 2024」参加。
- 11月2日 大阪 LIVE HOUSE Rumio「牙敏ゴイル」開催。サポート：Ba.TOSHI
- 11月16日 高田馬場CLUB PHASE「~ HAUNTED HOUSE PRESENTS ~ BRAINCRUSH OF THE EMPIRE-chapter.5- ~ THE OTHER SIDE OF LIGHTNING THUNDER ~」参加。
- 11月29日～30日 札幌 KLUB COUNTER ACTION「HOT KIND of CREATURE」参加。
- 12月1日 札幌 畠山ボクシングジム「HOT KIND of ACOUSTIC」開催。

2025年
- 1月18日 WildSide Tokyo「Flantic Blade Fes vol.01」参加。
- 1月19日 目黒鹿鳴館「ありがとう！鹿鳴館！ 東京一家-Final Metal Party- Day2」参加。
- 2月2日 高田馬場CLUB PHASE「俺達のBAHAMA」参加。
- 4月2日 新宿LOFT「G.D.FLICKERS 結成 40 周年記念２MAN シリーズ♯3」参加。
- 5月31日 Music Lab.濱書房「破魔Ⅲver.5」参加。
- 6月5日 韓国ソウル「Mullae Metal City 2025」参加。[youtube]
- 6月28日 高田馬場CLUB PHASE NoGoD 20th Anniversary Memorial Showcase 【Re:Chronicle-2MIX#05 -BATTLESHIPS-】参加。
- 7月12日 Music Lab.濱書房 Gargoyle 38th Anniversary「SUN GUN IS BLOOD」開催。
- 8月9日 横浜BAYSIS「CRUSH OF MODE-HYPER HOT SUMMER’25- 2STAGE CIRCUIT@YOKOHAMA#2」参加。
- 8月11日 高田馬場CLUB PHASE「Gargoyle 5959」開催。サポート：Gt.屍忌蛇 / Ba.TOSHI / Dr.KATSUJI
- 8月28日 CLUB CITTA' 「CHAIN the ROCK FES 2025」参加。
- 9月23日 渋谷 Spotify O-WEST「Gargoyle 5960」開催。サポート：Gt.KENTARO / Ba.TOSHI / Dr.KATSUJI
- 10月11日 WildSide Tokyo「METAL BLITZ VOL.3 in Tokyo SOUND ROCKETS TV & TRANSFORMATION PRESENTS」参加。
- 10月25日 神戸 CHICKEN GEORGE「Gargoyle 6060」開催。サポート：Gt.KENTARO / Ba.TOSHI / Dr.KATSUJI

## ディスコグラフィ

### 未音源化
- BOMBER BOY (2021年11月14日)
- オロチ (2022年6月11日)

### デモテープ
- CRAZY SADISM (1987年9月24日)

### 配布シングル
- HUNTING DAYS -Live Version- (1990年)
- 黒 (1990年12月12日)
- OPEN THE GATE (1999年6月20日)

### シングル
|   | 発売日        | タイトル       | 収録曲                                      | 規格品番  |
| - | ------------- | -------------- | ------------------------------------------- | --------- |
| 1 | 1989年6月6日  | 蠢〜うごめき〜 | 全2曲 1. 邪悪 2. Dying Message              | AZR-1     |
| 2 | 1997年12月6日 | SATORI         | 全2曲 1. SATORI 2. 僕らはやがて水へとかえる | PAR-70002 |

### アルバム
|    | 発売日         | タイトル           | 収録曲 | 規格品番   | 備考               |
| -- | -------------- | ------------------ | --- | ---------- | ------------------ |
| 1  | 1989年10月13日 | 禊〜みそぎ〜       | 全10曲 1. DESTROY 2. BALA 薔薇 VARA 3. "ぎ" 4. Purple Heaven 5. Certain Feel 6. 虫螻 7. 人形の森 8. NO GAS 9. EVER GREEN 10. Cogito,ergo sum | PAR-50001  | オリコン週間51位   |
| 2  | 1990年11月11日 | 檄〜ふれぶみ〜     | 全12曲 1. 誄歌〜PROLOGUE〜/懊悩の獄 2. ときめき 3. ヂレンマ 4. ないづくし 5. 流転の世にて 6. EXECUTE 7. HALLELUYAH 8. ALGOLAGNIA 9. TELL ME TRUE 10. 消滅 11. 誄歌〜EPILOGUE〜 12. HUNTING DAYS(live version・初回限定盤のみボーナストラック)            | TKCF-40011 |                    |
| 3  | 1992年4月4日   | 璞〜あらたま〜     | 全10曲 1. 真王 2. 凱歌 3. OPEN SESAME 4. 人の為 5. Cogito,ergo sum 6. PROPAGANDA 7. HALLELUYAH 8. 不倶戴天 9. 頭ガコワレタ 10. DOGMA | PAR-70007  | オリコン週間44位   |
| 4  | 1993年5月1日   | 天論               | 全10曲 1. 審判の瞳 2. あめえば らいふ 3. 意識球 4. 雨ニモ負ケズ 5. 生命ゆかし 生命長し 6. 我が闘争 7. 童夢子守唄 8. 光と闇の物語 9. 月下濫觴 10. 破裂願望                                                                                                | COCA-10778 | オリコン週間41位   |
| 5  | 1994年2月21日  | 月の棘             | 全11曲 1. 完全な毒を要求する 2. 省略形達よ 3. どこかで地虫がないていた 4. はてな? 5. ぴいちく ぱあちく 6. 約束の地で 7. からっぽ 8. FUKYO 9. 潜在的幻狂覚無差別覚醒菌感染者 10. 黒い花 11. カタルシス                                                    | COCA-11453 | オリコン週間39位   |
| 6  | 1995年3月1日   | natural            | 全11曲 1. ナチュラル 2. 神意〜Providence For Decadance〜 3. サムライ ダイナマイト 4. 澄緑祭 5. 初めての殺意 6. 太陽の翼〜イカロス〜 7. ±0 8. ダメージ 9. 脳内自殺 10. れなにうゆじ 11. 風の街                                                            | COCA-12415 | オリコン週間55位   |
| 7  | 1998年7月26日  | 我意在             | 全12曲 1. 若草の君 2. Who are you? 3. やがてひかる 4. baby cat 5. UNKNOWN〜安穏〜 6. 散美歌 7. Meditation 8. さようなら自分 9. 空は青 10. 唯物中毒 11. 神風 12. 匣                                                                                       | KCF-40015  |                    |
| 8  | 2001年12月17日 | future drug 完全盤 | 全14曲 1. future drug 2. B・B 3. 似非狩り 4. 桜満開 5. 曼陀羅の民 6. It's Battle Time 7. ZIPANG 8. kakera reincarnation 9. 時と風 10. Genom 11. ガキ帝國 12. 未完成それとも不完全 13. GUSH!! 14. open the gate                                           | CGR-12〜14 | 会場盤、限定盤あり |
| 9  | 2002年4月20日  | 倭                 | 全11曲 1. 神風ギャング団〜自爆遊戯〜 2. 極東型感染性精神汚染 3. がちゃ×がちゃ 4. 無限のゼロ 5. 帰巣 6. 失われた時代〜Lost Generation〜 7. 狂い咲きジャングル 8. 過激な純情 9. ゆきゆきて真っ直ぐ 10. ライジング・サン〜日出づるが如く〜 11. まばたきの底 | FCCD-2     |                    |
| 10 | 2003年10月18日 | 獣道               | 全11曲 1. 爆弾中毒 2. 青き拳 3. 発狂GAMER 4. 鬼畜 5. 深き流浪と果てる陽炎 6. 結界血風録 7. 二つの点 8. ○○○〜zero・wa・maru〜 9. ×××〜batsu・kakeru・peke〜 10. 一縷 11. 獣道                                                                             | FCCD-14    |                    |
| 11 | 2005年8月15日  | 龍風               | 全11曲 1. 人間の条件 2. IKUSA 3. 騒乱節 4. 絶対性理論 5. 1・618 6. 時代を知らない子供達 7. come into flower 8. SPARK 9. 旅の道化師 10. Thanatos 11. 楽園に死す                                                                                           | FCCD-23    |                    |
| 12 | 2007年7月15日  | 刃〜YAIBA〜        | 全11曲 1. ジェットタイガー 2. 花蝶風月 3. D・EXIT 4. アイコノクラズム 5. 太陽の道 6. 韋駄天 7. 猛毒少年 8. 失敗 R 二乗 9. 光の風 10. 極楽フルスロットル 11. Last Heaven                                                                                  | FCCD-29    |                    |
| 13 | 2009年9月3日   | 黒密典             | 全11曲 1. 死に至る傷 2. メメント・モリ 3. I am Joker 4. ゼロブラッド 5. ぶっちぎりクラッシュ! 6. 空へと続く坂 7. enigma 8. マグマキッド 9. Psychological treatment 10. 風の城 11. ガラポン                                                               | FCCD-34    |                    |
| 14 | 2011年4月24日  | 鬼書               | 全13曲 1. ナックルアート 2. 蠱惑 3. マンボ・ジャンボ 4. 雨降る雲の向こう 5. jibuning 6. 蜃気楼の中へ 7. VIVA!-aso-VIVA! 8. 極限解放 9. 骨の味 10. "1 -ICHI-" 11. 夜椿 12. 影王 13. いのち柔らかく                                                        | FCCD-39    |                    |
| 15 | 2013年4月13日  | 奇獣               | 全11曲 1. face of fate 2. ケルベロス 3. S.L.A. 4. ABC 5. 愚鈍 6. SHIT 嫉妬 SHIT 7. 命の傷 8. 底抜け人生ゲーム 9. 純血サンクチュアリ 10. 夢果実 11. The GUN                                                                                               | FCCD-42    |                    |
| 16 | 2014年8月27日  | 解識〜geshiki〜    | 全11曲 1. Gordian knot 2. 羯諦 (ぎゃてい) 3. 渦巻く太陽 4. fullcolor answer 5. 直撃 6. 満開オラショ 7. 翼の記憶 8. tiny song 9. 厭離穢土 (おんりえど) 10. S.W.POWER 11. 涙の価値                                                                         | FCCD-43    |                    |
| 17 | 2016年8月31日  | 誑〜taburakashi〜  | 全12曲 1. 野蛮回路 2. crumbling roar 3. Dragon skull 4. OVERPOWER 5. NO ENTRY 6. 誰がために雨は降る 7. GO GO ガラパゴス 8. Massive thrill 9. Daredevil 10. Be daring 11. 只一筋に往く 12. 異血                                                           | FCCD-45    |                    |

### ミニアルバム
|   | 発売日        | タイトル              | 収録曲 | 規格品番  | 備考                |
| - | ------------- | --------------------- | --- | --------- | ------------------- |
| 1 | 1992年5月6日  | 回顧録                | 全5曲 1. HUNTING DAYS 2. 黒 3. 邪悪 4. Dying Message 5. CRAZY SADISM                                                                              | AZR-006   |                     |
| 2 | 1998年2月16日 | 巡礼印                | 全7曲 1. MARK 2. もしも私が世界のルールなら 3. 少年 A 4. 僕らはやがて水へとかえる 5. 太陽の下で一番美しく生きる人でいよう 6. 永遠の連続 7. SATORI | PAR-70003 |                     |
| 3 | 2002年10月5日 | 武神-bushin-          | 全8曲 1. 武神黙示録 2. 死ぬこととみつけたり 3. UNDERGROUND MARKET 4. 武装せり 5. 怪獣 Z 6. 神殺し 7. ハグレ 8. 世界は終わる                       | FCCD-4    | Battle Gargoyle名義 |
| 4 | 2008年5月24日 | Super Battle Gargoyle | 全8曲 1. FIRE KING 2. will-o'-the-wisp 3. Super DOGMA 4. blackhole hurricane 5. Yellow Metal 6. Battle Junky 7. 人の為 B 8. trance diver          | FCCD-33   | Battle Gargoyle名義 |

### ベストアルバム
|   | 発売日        | タイトル        | 収録曲 | 規格品番      | 備考                        |
| - | ------------- | --------------- | --- | ------------- | --------------------------- |
| 1 | 1995年4月29日 | 異人伝          | 全37曲 (Disc 1〜4) Disc 1 1. 凱歌 2. 人形の森 3. HALLELUYAH 4. OPEN SESAME 5. BALA 薔薇 VARA 6. ときめき 7. ないづくし 8. 人の為 9. CERTAIN FEEL 10. TELL ME TRUE Disc 2 1. ヂレンマ 2. 頭ガコワレタ 3. 邪悪 4. EXECUTE 5. HUNTING DAYS 6. 真王 7. 虫螻 8. 不倶戴天 9. DESTROY Disc 3 1. EVER GREEN 2. PROPAGANDA 3. HALLELUYAH 4. DYING MESSAGE 5. Cogito,ergo sum 6. NO GAS 7. 黒 8. Purple Heaven 9. 懊悩の獄 Disc 4 1. Cogito,ergo sum 2. 流転の世にて 3. DOGMA 4. ALGOLAGNIA 5. ぎ 6. マネキン、虫喰い、クーデター、石ころ 7. 誅歌 8. 消滅 9. 凱歌 | MDCZ-1235〜8  |                             |
| 2 | 1996年6月21日 | borderless      | 全13曲 1. borderless 2. カタルシス 3. ±0 4. あめえば らいふ 5. 神意〜Providence For Decadance〜 6. どこかで地虫がないていた 7. ナチュラル 8. 完全な毒を要求する 9. サムライ ダイナマイト 10. 雨ニモ負ケズ 11. ダメージ 12. 月下濫觴 13. 約束の地で | COCA-13436    |                             |
| 3 | 2000年5月29日 | 封印〜Who in?〜 | 全21曲 (Disc 1〜2) Disc 1 1. 若草の君 2. 脳内自殺 3. もしも私が世界のルールなら 4. DOGMA 5. Meditation 6. HALLELUYAH 7. 完全な毒を要求する 8. 永遠の連続 9. the wall 10. 流転の世にて Disc 2 1. 消滅 2. Genom 3. 省略形達よ 4. 空は青 5. 潜在的幻狂覚無差別覚醒菌感染者 6. 僕らはやがて水へとかえる 7. baby cat 8. B・B 9. 風の街 10. BALA・薔薇・VARA 11. open the gate | CGR-001〜2    | ライヴアルバム              |
| 4 | 2005年8月15日 | G-manual I      | 全5曲 1. 死ぬこととみつけたり 2. 完全な毒を要求する 3. 人の為 4. HALLELUYAH 5. 約束の地で | FCCD-24       |                             |
| 5 | 2006年4月16日 | G-manual II     | 全5曲 1. ヂレンマ 2. HUNTING DAYS 3. BALA・薔薇・VARA 4. 邪悪 5. Genom | FCCD-26       |                             |
| 6 | 2007年5月19日 | G-manual III    | 全5曲 1. カタルシス 2. CRAZY SADISM 3. 若草の君 4. 流転の世にて 5. DESTROY | FCCD-28       | G-manualシリーズはIIIで完結 |
| 7 | 2012年7月15日 | 虹融合          | 全11曲 1. 虹融合 2. EXECUTE 3. ときめき 4. 風の街 5. 人形の森 6. "ぎ" 7. 偶然と必然の途中 8. マネキン・虫喰い・クーデター・石ころ 9. 脳内自殺 10. 真王 11. 死に至る傷 | FCCD-40       |                             |
| 8 | 2017年7月15日 | Best 30 Years   | 全30曲+SE10曲 (Disc 1〜4) Disc 1 1. HALLELUYAH 2. HUNTING DAYS 3. BALA・薔薇・VARA 4. 懊悩の獄 5. 完全な毒を要求する 6. TELL ME TRUE 7. 凱歌 8. ないづくし 9. 虫螻 10. 審判の瞳 Disc 2 1. Meditation 2. ジェットタイガー 3. 人間の条件 4. 深き流浪と果てる陽炎 5. future drug 6. サムライダイナマイト 7. MARK 8. 青き拳 9. 神風ギャング団 10. 曼陀羅の民 Disc 3 1. 影王 2. FIRE KING 3. VIVA!-aso-VIVA! 4. 死に至る傷 5. Gordian knot 6. 約束の地で 7. 異血 8. ガラポン 9. S.L.A 10. 死ぬこととみつけたり Disc 4 （オープニング SE集） 1. 獣吼 2. ONE MONTH WAR 3. トランスフォーマー 4. 鬼の葬列 5. 虹融合 6. 奇獣轟爆 7. 解識之式 8. 髑髏龍 9. 混じり合う異なる血 10. 太陽光線 | fccd-0046～49 |                             |

### ビデオ
- こけおどし (1990年4月1日・PARV-10002)
- タントラ マントラ (1993年4月1日・COVA-4234)
- 絶滅種〜zetsumetsushu〜 (1996年12月1日・PARV-10001)
- 終わりのはじまり (1999年4月22日)
- 鬼神 (2001年7月15日・FCV-1)
- 襲撃するは我にあり (Battle Gargoyle名義・FCV-2)

### DVD
- 天地日月てんちにちげつ -我在護意留全集1987〜2004- (2004年7月10日・FCDV-01)
- 虹遊 (2008年6月23日・FCDV-03)
- Super Battle Gargoyle (Battle Gargoyle名義、2008年9月15日・FCDV-04)
- 1000カーニバル (2010年5月2日・FCDV-05)
- 虹融合 (2013年1月15日・FCDV-07)※25周年記念ライヴDVD
- 龍の銃が死の影を結ぶ (2015年8月22日・FCDV-08)※MV集

1. Dragon skull（新曲） / Gargoyle
2. the gun / Gargoyle『奇獣』
3. 死ぬこととみつけたり / Battle Gargoyle『武神』『G-manual I』
4. 影王 / Gargoyle『鬼書』
5. Gordian knot / Gargoyle『解識』

- 太陽光線-SUNRAY- (2017年9月3日・FCDV-09)※30周年記念ライヴDVD
- 美しき時代 (2019年3月・FCDV-0011)※～KENTARO・TOSHI・KATSUJI ～ラストライブ

## タイアップ一覧
| 使用年 | 曲名         | タイアップ                                            |
| ------ | ------------ | ----------------------------------------------------- |
| 2009年 | 死に至る傷   | UHFアニメ『NEEDLESS』挿入歌（第10話）                 |
| 2009年 | マグマキッド | UHFアニメ『NEEDLESS』挿入歌（第14話、第18話、第23話） |

## 出演

### テレビ
- 天才てれびくん、天才てれびくんMAX（NHK教育）の天才てれびくんシリーズのドラマに出演したことがある。
  - KIBA - 1997年、1998年、2006年
  - TOSHI、与太郎、KATUJI、KENTARO - 1998年